# Witold Orłowski

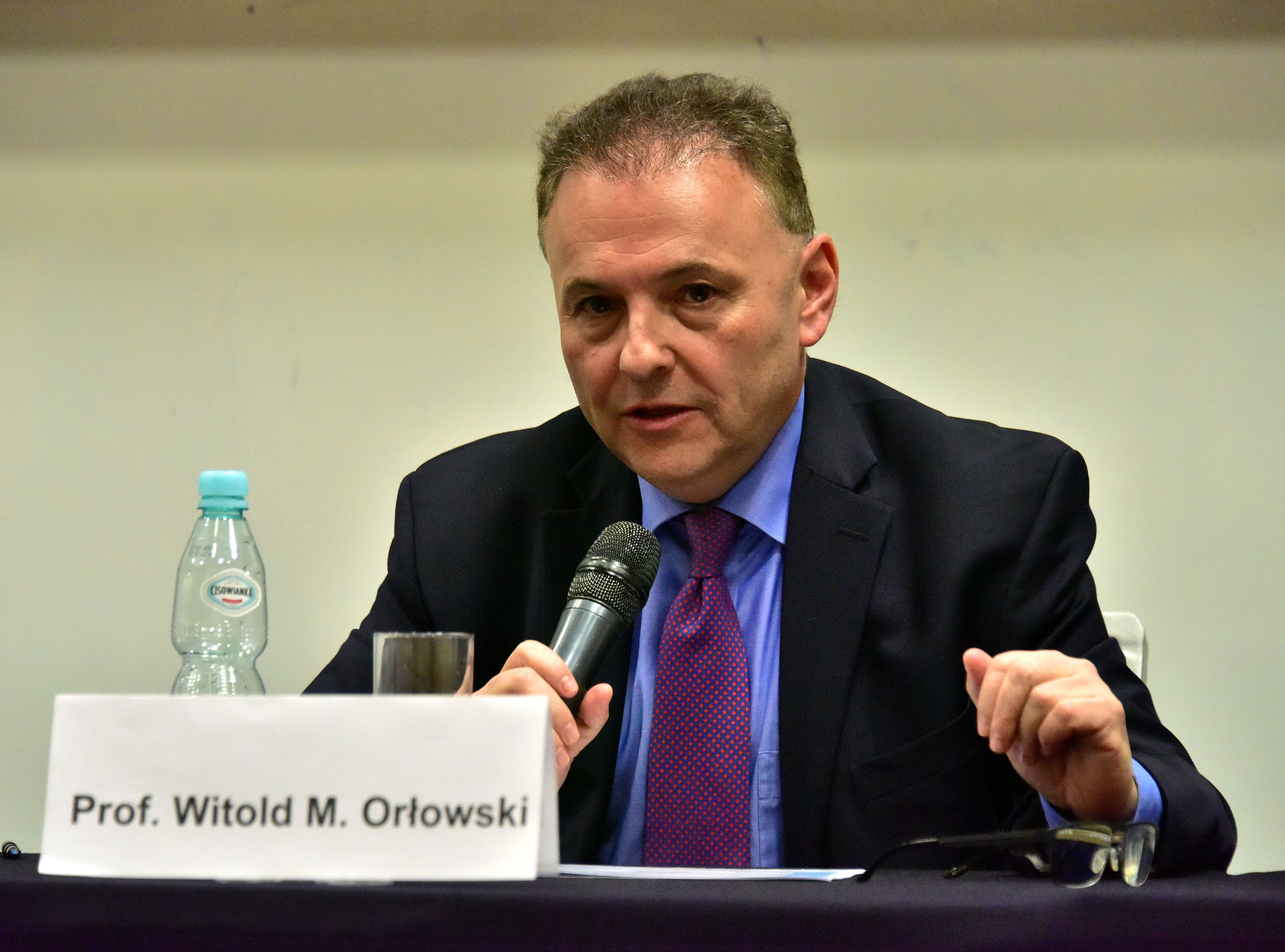
Witold Orłowski

Witold Maciej Orłowski (* 1962 in Łódź) ist ein polnischer Wirtschaftswissenschaftler und Hochschullehrer. Er ist Leiter der Business School der Technischen Universität Warschau (Szkoła Biznesu Politechniki Warszawskiej).

## Leben
Orłowski studierte und promovierte an der Universität Łódź. Bis 1992 war er in Łódź als Assistenzprofessor tätig. Von 1991 bis 1993 war er Berater im Büro für Europäische Integration und von 1993 bis 1997 bei der Weltbank im Fachbereich Makroökonomie. Er ist und war auch für andere Institutionen tätig: so beim NOBE Independent Center for Economic Studies (Mitgründer und Leiter,) bei der EBRD, der FAO oder der Europäischen Kommission. Von 2002 bis 2005 war Orłowski Wirtschaftsberater des polnischen Präsidenten Aleksander Kwaśniewski. 
Im Jahr 2007 wurde Orłowski zum Professor ernannt. Er ist der Leiter der Business School (MBA) der TU Warschaus. Außerdem fungiert er als Mitglied des Wirtschaftsbeirates (Rada Gospodarcza) des polnischen Ministerpräsidenten Donald Tusk. Auch ist Orłowski Chefökonom der polnischen Tochtergesellschaft von PricewaterhouseCoopers.
Orłowskis Forschungsschwerpunkte liegen im Bereich ökonomischer Transformation und der volkswirtschaftlichen Integration osteuropäischer Staaten in Europa. Er ist Autor mehrerer Bücher und vieler wissenschaftlicher Abhandlungen. Sein Werk „Droga do Europy“ (Der Weg nach Europa) wurde ausgezeichnet.

## Auszeichnungen und Mitgliedschaften
Orłowski ist Offizier des Ordens Polonia Restituta (2005). Er ist Mitglied der Jury zur Galeria Chwały Polskiej Ekonomii.

## Veröffentlichungen (Auswahl)
- Droga do Europy. Makroekonomia wstępowania do Unii Europejskiej, Instytut Europejski (Hrsg.), Łódź, 1998
- Optymalna ścieżka do euro, Verlag: Wydawnictwo Naukowe Scholar, Warschau 2004
- Stulecie chaosu. Alternatywne dzieje XX wieku, Verlag: Open Wydawnictwo Naukowe i Literackie, Warschau 2007
- Świat, który oszalał czyli poradnik na ciekawe czasy, Verlag: Agora, Warschau 2008
- W pogoni za straconym czasem. Wzrost gospodarczy w Europie Środkowo-Wschodniej, PWE, Warschau 2010
- Świat do przeróbki. Spekulanci, bankruci, giganci i ich rywale, Verlag: Agora, Warschau 2011